# Rafael Coutinho Barcellos dos Santos
Rafael Coutinho Barcellos dos Santos, mais conhecido como Coutinho (Macaé, 7 de março de 1984 — Búzios, 4 de outubro de 2020) foi um futebolista brasileiro que atuou como volante.

## Carreira
Revelado pelo Vasco em 2003, Coutinho jogou também pelo Estrela da Amadora e pelo Ipatinga. Em agosto de 2007, foi contratado pelo Botafogo. Em 2009, foi campeão cearense e jogou a Série B, onde foi rebaixado com o Fortaleza.
No ano de 2010, transferiu-se para o Figueirense e ao final da temporada 2012, foi dispensado pelo clube. O jogado ainda teve passagens pelo Guarani e América de Natal.
Em fevereiro de 2014, acertou com o Portuguesa. Após perder espaço se transferiu para o Tombense.
Em 2016 acertou com o Uberlândia. No mesmo ano, retornou ao Tombense. Posteriormente em 2018, desligou-se do Tombense e migrou para o ASA de Arapiraca, onde encerrou sua carreira.

## Morte
Coutinho morreu em 4 de outubro de 2020, em Búzios, aos 36 anos. Coutinho foi vítima de um enfarte agudo do miocárdio chegando a ir ao Hospital Municipal Dr. Rodolpho Perisse, porém não resistiu.

## Títulos
Tombense
- Campeonato Brasileiro - Série D: 2014